# Bo Wennberg
Bo Göte Wennberg, född den 6 mars 1912 i Göteborg, död den 13 november 2006 på Lidingö, var en svensk museiman.
Wennberg promoverades till filosofie doktor 1940. Han blev amanuens vid Nationalmuseum i Stockholm 1945, intendent där 1950 och vid Moderna museet 1958 (dess förste föreståndare). Wennberg var förste intendent vid Nationalmuseum 1959–1977.
Som intendent vid Moderna museet visade han den 10 september 1958 runt den kände arkitekten Le Corbusier i Vällingby centrum som rönt internationellt intresse.
Bo Wennberg var även en hängiven släktforskare och hans skrifter finns på Kungliga biblioteket i Stockholm.